# Mani-Kongo

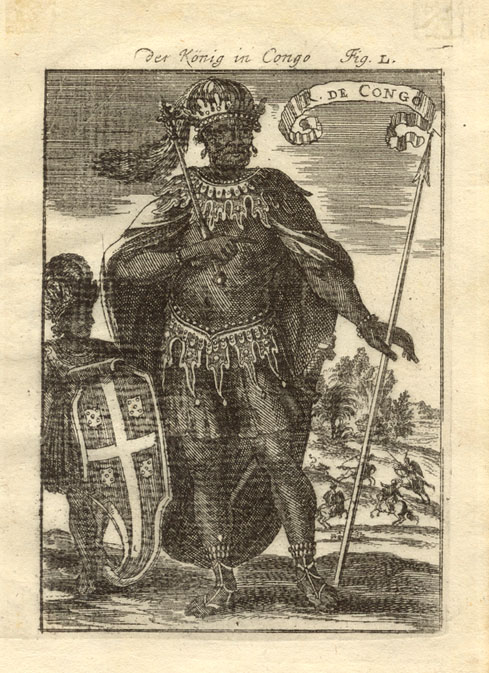
Darstellung des Manikongo von 1685

Mani-Kongo oder Mwene Kongo (dt. Herr des Kongo) war der traditionelle Titel für die Herrscher des Kongoreichs vom 14. Jahrhundert an. Nach der Zerschlagung des Reichs ist das Amt als ethnische Institution bis in die Gegenwart weitergeführt worden, ist aber ohne direkte politische oder staatsrechtliche Bedeutung.

## Liste der Mani-Kongo des Kongo
Die Mani-Kongo wurden vom Ältestenrat entweder aus dem Kimpanzu- oder dem Kimulazu-Clan heraus gewählt. Es gibt jedoch Ausnahmen, die in der Liste gekennzeichnet sind.

### Mani-Kongo des Reichs
- Ntinu á Nimi Wene Lukeni (ca. 1370 – ca. 1420, Staatsgründer - Ne Kongo)
- Nanga á Nimi kia Ntinu Kongo / Nlaza (ca. 1420 – ca. 1450)
- Wene á Ntinu Ne Kongo (ca. 1450 – ca. 1470)
- Nkuwu á Wene (ca. 1470 – ca. 1480)
- João I. (Nzinga á Nkuwu) ca. 1480 / vor 1482 –1505)
- Afonso I. (Mvemba á Nzinga) (1505–1543)
- Pedro I. (Nkanga á Mwemba) (1543–1545)
- Francisco I. (Mpudi á Nzinga Mvemba) (1545–1545)
- Diogo I. (Nkumbi Mpudi á Nzinga) (1545–1561)
- Afonso II. (Mvemba á Nzinga) (1561–1561)
- Bernardo I. (Mvemba á Nzinga) (1561–1566)
- Henrique I. (Mpudi á Mvemba Nzinga) (1566–1567)
- Alvaro I. (Mpangu á Nimi Lukeni lua Mvemba) (1568–1587)
- Alvaro II. (Mpangu á Nimi Lukeni lua Mvemba) (1587–1614)
- Bernardo II. (Mpangu á Nimi Lukeni lua Mvemba) (1614–1615)
- Alvaro III. (Mpangu á Nimi Lukeni lua Mvemba) (1615–1622)
- Pedro II. Afonso (Nkanga á Mvika lua Ntumba á Mvemba) (1622–1624)
- Garcia I. (Mvemba á Nkanga Ntinu) (1624–1626)
- Ambrosio (Mvemba á Nkanga Ntinu) (1626–1631)
- Alvaro IV. (Mvemba á Nkanga Ntinu) (1631–1636
- Alvaro V. (Mvemba á Nkanga Ntinu) (1636–1636)
- Alvaro VI. (Mvemba á Nkanga Ntinu) (1636–1642) nicht aus traditionellem Clan
- Garcia II. (Nkanga á Lukeni) (1642–1661)
- Antonio I. (Vita á Nkanga) (1661–1665), letzter unabhängiger Mani-Kongo des Kongoreiches

### Mani-Kongo der Provinzen

#### Mani-Kongo in Mbanza Kongo (São Salvador)
- Alvaro VII. (Mpangu-a-Nsundi) (1665–1666) nicht aus traditionellem Clan
- Alvaro VIII. (1666–1666) nicht aus traditionellem Clan
- Rafael (1669–1674)
- Daniel (Mpangu-a-Miyala) (1674–1678)
- unbekannt (1678–1694)
- Pedro IV. Nsaku-a-Mvemba (1694–1718) nicht aus traditionellem Clan, später gestrichen
- Pedro Constantino (Mpangu) (1718–?) nach Streichung des Vorgängers auch als Pedro IV. geführt

#### Mani-Kongo in Ki-Mpangu
- Afonso III. (1667–1669)
- Garcia III. Nkanga-a-Mvemba (1669–1678)
- André I. Nlaza (?–1679)
- Álvaro IX. Nimi-a-Mvemba (?–1680) nicht aus traditionellem Clan
- Manuel I. Nzinga (?–1680)
- Pedro IV. Nsaku-a-Mvemba (1694–1718) nicht aus traditionellem Clan

#### Mani-Kongo in Mbula
- Pedro III. Nsuku-a-Ntamba (1667–1683)
- João II Nsuku-a-Ntamba (1683–1717)

### Obskure Periode
Mani-Kongo dieser Zeit müssten aufgrund der Nummerierung späterer Amtsinhaber die folgenden Herrscher einschließen:
- Alvaro X.
- Antonio II.
- Garcia IV.
- Henrique II.
- Manuel II.

Ihre Reihenfolge und Existenz im Einzelnen ist jedoch nicht gesichert.

### Mani-Kongo als kulturelle Institution
- Henrique III. (1793–1802)
- Alvaro XI. (1802–1802)
- Garcia V. (Nkanga-a-Mvemba) (1802–1830)
- André II. (1830–?)
- André III. (?–1842)
- Henrique IV. (Lunga) (1842–1858)
- Alvaro XII. (1858–1859)
- Pedro V. (Kivuzi) (1859–1891)
- Alvaro XIII. (Mfutila) (1891–1896)
- unbekannt (1896–1901)
- Pedro VI. (1901–1912)
- Manuel III. (1912–1915)
- Alvaro XIV. (1915–1923)
- Pedro VII. (1923–1955)
- Antonio III. (1955–1957)
- Isabel (1957–1962), Regentin
- Pedro VIII. (1962–1962)
- Isabel (1962–1975?), erneut Regentin